# Douglas Luiz
Douglas Luiz Soares de Paulo (n. 9 mai 1998, Rio de Janeiro, Brazilia) este un fotbalist brazilian, care joacă pe post de mijlocaș la Juventus în Serie A. Pe plan internațional, are prezențe la națională pentru Brazilia U-20⁠(d), Brazilia U23⁠(d) și Brazilia.
Douglas Luiz este un produs al academiei lui Vasco da Gama din Rio de Janeiro. A fost semnat la vârsta de 19 ani de Manchester City în 2017, dar nu a jucat niciodată un meci competitiv în perioada petrecută la club din cauza dificultăților legate de permisul de muncă, fiind împrumutat de două ori la Girona în La Liga. Aston Villa l-a semnat pe Luiz în iulie 2019. Este campion olimpic, câștigând aurul la finala de fotbal masculin a Jocurilor Olimpice de vară din 2020.

## Cariera la cluburile de fotbal

### Vasco da Gama
Douglas Luiz s-a născut la Rio de Janeiro și s-a alăturat organizației de tineret a lui Vasco da Gama în 2013, la vârsta de 14 ani, după ce a fost aprobat la o serie de teste desfășurate în Itaguaí.  În iulie 2016, a fost promovat la prima echipă de către managerul Jorginho din cauza accidentării lui Marcelo Mattos. 
Douglas Luiz și-a făcut debutul cu prima echipă pe 27 august 2016, înlocuind-ul în repriza a doua pe Fellype Gabriel, într-o remiză 2–2 în deplasare împotriva lui Tupi în Campionatul Braziliei Série B. În primul său meci ca titular trei zile mai târziu, a marcat singurul gol al echipei sale într-o înfrângere cu 2-1 împotriva lui Vila Nova.
Douglas Luiz a rămas titular în gruparea Cruz-maltino până la sfârșitul anului, echipa sa a obținut promovarea în Campionatul Braziliei Série A. Între timp și-a prelungit contractul până în 2019, pe 26 septembrie 2016. 
Douglas Luiz a debutat în categoria maximă a fotbalului brazilian pe 14 mai 2017, începând cu o înfrângere cu 4-0 în deplasare împotriva lui Palmeiras. Primul său gol în divizie a avut loc pe 10 iunie, când a marcat al doilea gol al echipei sale într-o victorie cu 2-1 pe teren propriu împotriva lui Sport Recife.

### Manchester City
Douglas Luiz a fost transferat la Manchester City pe 15 iulie 2017, semnând un contract pe cinci ani. 
La 1 august, a fost împrumutat echipei din La Liga, Girona, pentru primul său sezon cu clubul.  Douglas Luiz a debutat cu catalanii pe 26 august 2017, înlocuindu-l pe Portu într-o victorie cu 1-0 pe teren propriu împotriva lui Málaga CF. 
La 31 august 2018, Douglas Luiz a fost din nou împrumutat la Girona, deoarece Ministerul de Interne din Regatul Unit i-a refuzat un permis de muncă. 

### Aston Villa
Douglas Luiz a semnat pentru Aston Villa pe 25 iulie 2019, sub rezerva unui permis de muncă.  I s-a acordat permisul de muncă și a devenit oficial jucător a lui Aston Villa pe 7 august.  Pe 17 august, Douglas Luiz a marcat primul său gol pentru Aston Villa împotriva lui AFC Bournemouth; Villa ar pierde în cele din urmă meciul cu 2-1.  În august 2022, Luiz a marcat direct dintr-un corner în runda a treia a Cupei EFL 2022–23 împotriva lui Bolton Wanderers și a repetat isprava săptămâna următoare într-un meci din Premier League împotriva lui Arsenal. 
În octombrie 2022, după zvonurile de interes pentru un transfer la Arsenal, după încheierea ferestrei de transfer, Luiz a semnat un nou contract „pe termen lung” cu Aston Villa.   La 23 mai 2023, Luiz a fost votat atât Jucătorul Sezonului al Suporterilor, cât și Jucătorul Sezonului la premiile de sfârșit de sezon ale clubului. 

### Juventus
La 30 iunie 2024, clubul italian Juventus a anunțat transferul lui Luis.

## Cariera internațională
Douglas Luiz a apărut pentru Brazilia la nivel de tineret la Campionatul Sud-American U-20 din 2017 și la Turneul de la Toulon 2019, câștigându-l pe acesta din urmă.
Pe 19 noiembrie 2019, și-a făcut debutul internațional la seniori într-un meci amical împotriva Coreei de Sud, pe care Brazilia l-a câștigat cu 3-0. 
Pe 9 iunie 2021, Douglas Luiz a fost inclus în lotul Braziliei pentru Copa América 2021.  Brazilia a terminat turneul ca vice-campioană după înfrângerea în finală împotriva Argentinei. 
Pe 7 august 2021, Luiz a câștigat o medalie de aur ca parte a echipei de fotbal a Braziliei la Jocurile Olimpice de vară din 2020 de la Tokyo. 
Douglas Luiz a fost convocat pentru meciurile de calificare la Cupa Mondială FIFA 2026 împotriva Columbiei și Argentinei pe 16, respectiv 21 noiembrie 2023. 

## Viața personală
Douglas a avut o relație cu atacanta de la echipa feminină a lui Aston Villa, Alisha Lehmann.

## Palmares
Aston Villa
- Vice-campion Cupa EFL: 2019–20 [23]

Brazilia U23
- Medalia de aur la Jocurile Olimpice: 2020 [20]
- Turneul Toulon: 2019 [24]

Brazilia
- Vice-campion Copa America: 2021 [19]